# Kleiderkette (Spiel)
Das Spiel Kleiderkette ist ein Spiel, eine Art Wettbewerb, bei dem zwei oder mehr Teams mit ihrer Kleidung, die sie am Körper tragen, eine Kette knoten bzw. eine Reihe legen müssen. Es wird bei geselligem Beisammensein oder auf Partys gespielt.

## Verlauf
Nach Bekanntgabe der Regeln durch den Spielleiter beginnen die Teams, Kleidungsstücke aneinander zu knoten. Gewonnen hat die Mannschaft, die in einer vorbestimmten Zeit,  die längste Kette legen konnte. Da die Teams gleich viele Teilnehmer besitzen, entscheidet oft die unterschiedliche Bereitschaft zum Ausziehen über Sieg oder Niederlage. Der Spielleiter sollte darauf achten, dass niemand gegen seinen Willen gezwungen wird, sich auszuziehen. Die Teilnehmer sollten nicht über das anstehende Spiel Bescheid wissen: Sie könnten sonst absichtlich Kleidungsstücke tragen, die sich gut zum Aneinanderlegen eignen, wie z. B. einen extrem langen Schal/Verband usw.

## Zweck
Das Spiel erfreut sich größter Beliebtheit z. B. bei Erstsemester-Einführungen oder Jugendfreizeiten. Aber auch zur Gruppenleiterschulung wird dieses Spiel gerne verwendet, damit die meist noch jugendlichen zukünftigen Leiter einer Jugendgruppe am eigenen Leib erfahren, wie sich später eventuell ihre Schützlinge fühlen. Anschließende Reflexion gehört dann ebenso zum Zweck des Spiels, wie das Aufzeigen von Alternativen.